# Affalterbach
Affalterbach es un municipio alemán perteneciente al distrito de Luisburgo del estado federado alemán de Baden-Wurtemberg.
A 31 de diciembre de 2015 tenía 4451 habitantes.
Se conoce la existencia de la localidad desde el año 972, pero no hay registros detallados hasta el siglo XVI. La localidad original fue destruida completamente en la Guerra de los Treinta Años, pues según un inventario de 1652 no quedaba en el pueblo ninguna casa intacta ni habitable. El actual pueblo nació de la reconstrucción que se llevó a cabo en la segunda mitad del siglo XVII.
Actualmente Affalterbach destaca por ser la sede del fabricante de vehículos de altas prestaciones Mercedes-AMG, con una fábrica con mil quinientos empleados en el municipio.
Se ubica a unos 10 km al este de la capital distrital Luisburgo.